# バリス・ドヴァリョーナス
バリス・ドヴァリョーナス（Balys Dvarionas、1904年6月19日 - 1972年8月23日）は、リトアニアの作曲家、ピアニスト、指揮者、教育者。作曲家としては主に第二次世界大戦後に活躍している。作風はロマン派音楽に基づいているが、部分的に民謡も用いている。
リエパーヤ（現ラトビア領）出身。オルガン奏者の家系に生まれ、幼時から音楽教育を受けた。商業高校を卒業した後、オルガニスト、リエパーヤのリトアニア青年合唱団の指揮者となった。1920年にライプツィヒに留学し、ピアノを学んだ。1924年に音楽院を卒業した後、カウナスに戻り、最初のリサイタルを開いた。さらにベルリンに行き、著名なピアニスト、エゴン・ペトリに師事した。
教育者としても活動し、初めはカウナス音楽院でピアノを教え、1947年からはビリニュス音楽学校の教授となった。
1930年代は指揮活動も行い、ザルツブルクの講座に参加した。1935年から1938年にかけてカウナス放送交響楽団の指揮者を務め、1939年にビリニュス市管弦楽団を設立し、1940年から1941年と1958年から1961年にかけてリトアニア・フィルハーモニー管弦楽団の首席指揮者を務めた。
作品にはオペラ、バレエ、映画音楽、劇場音楽があり、リトアニア・ソビエト社会主義共和国の国歌も作曲している。

## 作品
- ファゴットと管弦楽のための変奏曲（1946）
- 交響曲ホ短調「祖国への敬意」（1947）
- ヴァイオリン協奏曲（1949）
- ホルン協奏曲（1963）

## 文献
- Balys Dvarionas. Juozas Gaudrimas. Vilnius, 1960 m.
- Balys Dvarionas. sud. Juozas Gaudrimas. Vilnius, 1982 m.